# Semiaphis longissima
Semiaphis longissima är en insektsart. Semiaphis longissima ingår i släktet Semiaphis och familjen långrörsbladlöss. Inga underarter finns listade i Catalogue of Life.